# 1999 DB8
1999 DB8, também escrito como 1999 DB8, é um objeto transnetuniano (TNO) que está localizado no cinturão de Kuiper, uma região do Sistema Solar. Este corpo celeste é classificado como um cubewano. Ele possui uma magnitude absoluta (H) de 10 e, tem um diâmetro estimado com cerca de 44 km, por isso é improvável que possa ser classificado como um planeta anão, devido ao seu tamanho relativamente pequeno.

## Descoberta
1999 DB8 foi descoberto no dia 16 de fevereiro de 1999 pelos astrônomos B. Gladman, J. J. Kavelaars, A. Morbidelli e M. J. Holman.

## Órbita
A órbita de 1999 DB8 tem uma excentricidade de 0.102 e possui um semieixo maior de 42.511 UA. O seu periélio leva o mesmo a uma distância de 38.191 UA em relação ao Sol e seu afélio a 46.831.